# A magyar női labdarúgó-válogatott mérkőzései 2001-ben
A magyar női labdarúgó-válogatott  az év második felében négy mérkőzést vívott, mind Európa-bajnoki selejtező volt. A mérleg: négy győzelem.
Szövetségi edző:
- Bacsó István

## Mérkőzések
| 116 mérkőzés 2001. április 21. | Ausztria | 1 – 1             | Magyarország | Weiz |
| 116 mérkőzés 2001. április 21. | ?        | (0 – 1) Részletek | Sebestyén 8' | Weiz |

| 117 mérkőzés 2001. május 26. MLSZ-centenáriumi kupa | Magyarország                                                      | 8 – 1             | Szlovénia | Tiszaújváros |
| 117 mérkőzés 2001. május 26. MLSZ-centenáriumi kupa | Ruff 12' 31' 61' Pádár 28' 56' Tóth A. 39' Paraoánu 50' Szabó 90' | (4 – 0) Részletek | ?         | Tiszaújváros |

| 118 mérkőzés 2001. május 27. MLSZ-centenáriumi kupa | Magyarország      | 0 – 0 | Lengyelország | Tiszaújváros |
| 118 mérkőzés 2001. május 27. MLSZ-centenáriumi kupa | (0 - 0) Részletek |       |               | Tiszaújváros |

| 119. mérkőzés 2001. szeptember 1. Eb-selejtező | Magyarország                                          | 3 – 0             | Bosznia-Hercegovina | Kecskemét Nézőszám: 500 Játékvezető: Uljanovszkaja (RUS) |
| 119. mérkőzés 2001. szeptember 1. Eb-selejtező | Pádár 45' Nagy A. 49' (11-esből) Sümegi 57' Markó 87' | (1 – 0) Részletek |                     | Kecskemét Nézőszám: 500 Játékvezető: Uljanovszkaja (RUS) |

| 120. mérkőzés 2001. szeptember 29. Eb-selejtező | Szlovákia | 0 – 2             | Magyarország                                                | Garamszentkereszt Nézőszám: 1 000 Játékvezető: Günther Habermann (GER) |
| 120. mérkőzés 2001. szeptember 29. Eb-selejtező |           | (0 – 0) Részletek | Szabó I. 28' 53' Bilicsné 52' Nagy A. 72' Sebestyén 80' 89' | Garamszentkereszt Nézőszám: 1 000 Játékvezető: Günther Habermann (GER) |

| 121. mérkőzés 2001. október 13. Eb-selejtező | Magyarország          | 2 – 0             | Fehéroroszország | Bük Nézőszám: 700 Játékvezető: Iwona Malek-Wybraniec (POL) |
| 121. mérkőzés 2001. október 13. Eb-selejtező | Markó 78' Tóth A. 86' | (0 – 0) Részletek |                  | Bük Nézőszám: 700 Játékvezető: Iwona Malek-Wybraniec (POL) |

| 122. mérkőzés 2001. november 21. Eb-selejtező | Törökország  | 1 – 4             | Magyarország                          | Isztambul Nézőszám: 600 Játékvezető: Hljunberg (SWE) |
| 122. mérkőzés 2001. november 21. Eb-selejtező | Deftreli 52' | (0 – 2) Részletek | Ruff 20' Nagy A. 33' 75' Milassin 57' | Isztambul Nézőszám: 600 Játékvezető: Hljunberg (SWE) |